# سوران (مجموعه تلویزیونی)
سوران یک سریال ایرانی در ژانر درامِ سیاسی- تاریخی به کارگردانی سروش محمدزاده، تهیه‌کنندگی مجتبی فرآورده و نویسندگی عباس ریاحی است که در تهران، یاسوج و کردستان تصویربرداری شده است. سوران از ۱۷ خرداد ۱۴۰۲ تا ۱۹ مرداد چهارشنبه و پنجشنبه‌ها از شبکه یک پخش شد. این سریال در مرکز سریال سوره حوزه هنری انقلاب اسلامی تولید شده است.
این سریال اقتباسی از کتاب «عصرهای کریسکان» نوشته کیانوش گلزار راغب است؛ تیتراژ پایانی این سریال را محمد معتمدی خوانده است. این سریال آخرین حضور کامل حسام محمودی قبل مرگ بوده است

## خلاصهٔ داستان
سرگذشت «سوران»، جوان آزاده کُردی را در التهابات دهه ۵۰ منطقه کردنشین آذربایجان غربی به تصویر می‌کشد که هیچ‌گاه تسلیم نمی‌شود.

## بازیگران
| نام              | نقش        |
| ---------------- | ---------- |
| حسام محمودی      | رستگار     |
| مهدی نصرتی       | سوران      |
| علیرضا جعفری     | قادر       |
| توماج دانش‌بهزادی | کیانوش     |
| مریم کاظمی       | خاله حمیرا |
| مصطفی کولیوندی   | فتاح       |
| محمدرضا صولتی    | قادر       |
| گلنوش قهرمانی    | ژیوار      |
| احمد صدفی        |            |
| هلن نقی‌لو        | هوران      |
| آسو پاشاپور      | شیلان      |
| روزبه رئوفی      | ظاهر       |

## عوامل
| سمت                                  | نام              |
| ------------------------------------ | ---------------- |
| کارگردان                             | سروش محمدزاده    |
| تهیه‌کننده                            | مجتبی فرآورده    |
| نویسنده                              | عباس ریاحی       |
| تیتراژ                               | محمد معتمدی      |
| مدیر فیلمبرداری                      | هاشم مرادی       |
| مدیر هنری                            | محمد رضا شجاعی   |
| تدوین                                | عماد خدابخش      |
| آهنگسار                              | مسعود سخاوت دوست |
| مدیر صدابرداری                       | سعید بجنوردی     |
| طراح صحنه و لباس                     | فریاد صالحی      |
| طراح گریم                            | سیامک احمدی      |
| مدیر تولید                           | رضا زنجانیان     |
| دستیار تولید                         | نیما مجتهدی      |
| مدیر برنامه‌ریزی و دستیار یک کارگردان | بهمن حسینی       |
| منشی صحنه                            | آسیه معصومی زاده |
| عکاس و فیلمبردار پشت صحنه            | علی فرآورده      |
| مدیر تدارکات                         | امیر مرایی       |
| طراح جلوه‌های بصری                    | محمد برادران     |
| طراح جلوه‌های میدانی                  | رضا ترکمان       |
| سرپرست گروه بدلکاران                 | کیوان رضایی      |
| صداگذاری و ترکیب صدا                 | آرش قاسمی        |
| عنوان بندی                           | روح‌الله موحدی    |